# Нечи
Нечи (исп. Nechí) — город и муниципалитет на севере Колумбии, на территории департамента Антьокия. Входит в состав субрегиона Байо-Каука.

## История
Поселение из которого позднее вырос город было основано 3 июня 1636 года. Муниципалитет Нечи был выделен в отдельную административную единицу в 1981 году.

## Географическое положение

Муниципалитет Нечи

Город расположен на севере департамента, на левом берегу реки Каука, вблизи места впадения в неё реки Нечи, на расстоянии приблизительно 217 километров к северо-востоку от Медельина, административного центра департамента. Абсолютная высота — 28 метров над уровнем моря.

Муниципалитет Нечи граничит на западе и юго-западе с муниципалитетом Каукасия, на юго-востоке — с муниципалитетом Эль-Багре, на северо-востоке — с территорией департамента Боливар, на северо-западе — с территорией департамента Кордова. Площадь муниципалитета составляет 914 км².

## Население
По данным Национального административного департамента статистики Колумбии, совокупная численность населения города и муниципалитета в 2012 году составляла 24 703 человек.
Динамика численности населения муниципалитета по годам:
| 2005   | 2006   | 2007   | 2008   | 2009   | 2010   | 2011   | 2012   |
| ------ | ------ | ------ | ------ | ------ | ------ | ------ | ------ |
| 20 668 | 21 209 | 21 771 | 22 329 | 22 902 | 23 480 | 24 085 | 24 703 |

Согласно данным переписи 2005 года мужчины составляли 52,1 % от населения Нечи, женщины — соответственно 47,9 %. В расовом отношении белые и метисы составляли 64,1 % от населения города; негры и мулаты — 35,6 %, индейцы — 0,3 %.
Уровень грамотности среди населения старше 15 лет составлял 78,4 %.

## Экономика
Основу экономики Эль-Багре составляют горнодобывающая промышленность, сельскохозяйственное производство, производство пиломатериалов и рыболовство.

53,3 % от общего числа городских и муниципальных предприятий составляют предприятия торговой сферы, 27,8 % — предприятия сферы обслуживания, 8,7 % — промышленные предприятия, 10,2 % — предприятия иных отраслей экономики.